# 方宗鳌
方宗鳌（1884年—1950年），字少峰。正五品同知銜、廣東水師提督方耀参赞軍機方眉峰之六子。潮汕人、原籍廣東普寧，中華民國法學家、經濟學家。歷任北京中國大學教務長及商務系主任、教授，朝陽大學、北平大學教授。國立北京大學法學院院長。1937年後，任臨時政府議政委員會秘書長，教育部次長兼秘書長，華北政務委員會教育署署長等職。

## 生平
方宗鳌早年留学日本.1903年至1905年就讀於“東京同文書院”。畢業後，回到廣東普寧，在家鄉創辦了師范學校速成科。1908年，作為清末的公费留學生再次東渡日本留學。同年6月入日本山口县“山口高等商業學校”學習；1911年畢業後，入明治大學學習經濟學，1914年畢業。归國後，历任中央银行稽核；北京大学法學院教授，院长；北京大学、朝阳大学、中国大学经济学教授、教務長及商學系主任；中央银行董事等职。
方宗鳌在留日期间，曾担任中华民国进步党东京支部政務部部長。
1925年，五卅事件後﹐中國大學舉行大會，組織了“滬案後援委員會”。委員會推舉方宗鳌為中國大學代表,六月六日赴南京向國民政府教育部請願，請求政府即派軍隊赴滬保護國民﹔並請求政府要求英國和日本撤換兩國領事。
七七事变之后，1939年12月，方宗鳌入中華民國臨時政府，任议政委員會秘書長、教育部次長兼秘書長。1940年4月3月，出任華北政務委員會教育總署署長，并兼任教育總署编审會會長。汤尔和任教育总長和署督辦期间，因患肺病而一直請假，故由教育总次長和教育總署署長方宗鰲先后代行職權。
在二战日本统治下，北平許多大學都遷到西南內地。為了使身在中國北方的青年能有受到高等教育的機會，在方宗鳌的主持籌備下，恢復設立了國立大學，并主持籌備成立了北京大学法学院（1941年8月成立），方宗鳌任院长。
華北政務委員會教育總署署長。
1950年2月19日因病在北京去世。髒於北京福田公墓。

## 家庭
- 妻：古贺政子，中国名“方政英”，日本人，日本貴族後裔，虔诚的基督教徒。畢業於東京府立女子第三高等學校 （页面存档备份，存于）；著名的日本私立女子大學東京津田塾大學肄業。1915年隨夫来到北京後，在北師大、中国大学，北平大學任日语教師，桃李門墻，中國人民對外友協副會長林林 （页面存档备份，存于）、魯迅的配偶许广平等都是她的學生。她在教授之余，常以临摹十七帖為消遣。歳月推移，遂有升堂入室，直追米南宫之境界。九一八事变後，曾帮助過遼東抗日義勇軍將領黃宇宙[http://baike.baidu.com/item/%E9%BB%84%E5%AE%87%E5%AE%99避难。 方政英著有：《日本語法》﹑《日本会話》。

方宗鳌和方政英夫妇育有五男：方念慈（字 纪生 （页面存档备份，存于）  （页面存档备份，存于）  （页面存档备份，存于） ）、方孝慈、方则慈、方鸿慈、方绍慈，二女：方秀卿、方文卿 （方青）
方宗鳌其父方眉峰，大清道光二十二年(1842年)在廣東普寧出生。青年時在東南亜暹罗（Siam，今泰國）、安南（Annam,今越南中部）和新加坡等地經商，開糖廠興家，積蓄了财產，常救济海外僑胞，特别是以施增棺材出名。凡僑胞死後灵柩因經濟原因無法购置、或缺乏归國运费時，曾祖父總是有求必应。因而，前北京中國大學校校務主任呂復呂復_曾做長诗:“千金挥手轻當路，一卷观書自隐论”赞扬他的為人。方眉峰後被被清朝廣東虎門水師提督方耀聘為方耀參贊軍機，坊間稱“師爺”，并欽賜正五品知銜。方眉峰共育有八子（方宗鳌是第六子）。